# Georgette Barnes Sakyi-Addo
 (juillet 2025).
Georgette Barnes Sakyi-Addo est une entrepreneuse ghanéenne spécialisée dans le secteur minier. Elle est la promotrice de la société Georgette Barnes Ltd. agrée dans les fournitures de forage et d'exploitation minière basée au Ghana.

## Biographie

### Éducation
Titulaire d'une licence en français et en linguistique puis diplômée en communication à l'Université du Ghana, elle obtient un doctorat honorifique de l'Université des Mines et de la Technologie.

### Carrière
En 2012, Sakyi-Addo cofonde Accra Mining Network avec Samuel Torkornoo, Raymond Kudzawu-D'Pherdd et Joseph Djan Mamphey avant de la diriger  de 2015 à 2020. Parallèlement, elle s'inspire de cette société pour créer Women In Mining Ghana dont elle devient la présidente. Son objectif principal est de s'en servir  pour défendre les femmes employées dans le secteur minier offrant des formations, du mentorat, du réseautage et des projets de recherche.
En novembre 2019, elle est élue présidente de l'Association des femmes du secteur minier en Afrique (AWIMA),,,,,.

### Reconnaissances
Sakyi-Addo est considérée comme une référence dans le secteur minier au Nigéria et dans la sous-région. Sakyi-Addo est parmi les intervenants du Forum des affaires Union Européenne-Union africaine de 2022. Elle intervient au Fire Site Chat de la Kenyan Gem and Jewelry Fair. Elle  prononce le discours d'ouverture du DRC Africa Business Forum 2021 sur les défis sociaux, environnementaux et de gouvernance des activités industrielles liées aux batteries. Le forum  examine  les moyens de favoriser le développement des batteries, des véhicules électriques et des énergies renouvelables, de la chaîne de valeur industrielle et du marché en Afrique.
En 2020, elle fait partie du jury de l'Amazon Challenge de l'Artisanal Mining Challenge dont les gagnants sont Jeffrey Beyer, Charles Espinosa, Alejandra Laina, Itai Mutemeri et Marcello Veiga.

## Prix et distinctions
- 2016 : distinguée parmi les 100 femmes inspirantes du secteur minier dans le monde par Women in Mining (Royaume-Uni)[21].
- 2018: Femme entrepreneure de l'année selon Invest in Africa (IIA)[2].
- 2021: Prix de la Chambre des mines du Ghana[22].
- 2020 : Doctorat ès Sciences (Honoris Causa) de l'université des Mines et de la Technologie. (UMaT)[23].

## Publications
- (en) Kansake, Sakyi-Addo et Dumakor-Dupey, « Creating a gender-inclusive mining industry: Uncovering the challenges of female mining stakeholders », Resources Policy, vol. 70,‎ mars 2021, p. 101962 (DOI 10.1016/j.resourpol.2020.101962, Bibcode 2021RePol..7001962K).
- (en) Orleans-Boham, Sakyi-Addo, Tahiru et Amankwah, « Women in artisanal mining: Reflections on the impacts of a ban on operations in Ghana », The Extractive Industries and Society, vol. 7, no 2,‎ avril 2020, p. 583–586 (ISSN 2214-790X, DOI 10.1016/j.exis.2020.03.004).

### Note
- (en) Cet article est partiellement ou en totalité issu de l’article de Wikipédia en anglais intitulé « Georgette Barnes Sakyi-Addo » (voir la liste des auteurs).